# 인천신광초등학교
인천신광초등학교는 대한민국 인천광역시 중구에 있는 초등학교이다.

## 학교 연혁
- 1958.04.01 인천도원초등학교 개교
- 1958.05.09 초대 구연영 교장선생님 부임
- 1964.09.16 인천신광국민학교 개명
- 1995.11.20 급식실설치
- 1996.11.30 인천신광초등학교 개명
- 2002.08.30 신관 5개의 교실 신축
- 2004.09.01 신광어린이집 개원
- 2007.03.01 제16대 서해문 교장 부임
- 2007.09.17 도서실 개관식(현대화 사업)
- 2007.12.10 교육과학기술부지정 정책연구학교 선정
- 2008.02.14 제50회 졸업식
- 2008.03.01 다문화가정 자녀교육 중심학교 선정
- 2008.12.05 교과부 지정 연구학교 1차년도 운영보고
- 2008.12.31 학교평가 우수학교 선정
- 2009.02.12 제51회 졸업식
- 2009.03.01 32학급 편성(특구2학급 포함)
- 2009.03.01 교육복지투자우선지역 지원사업 선정
- 2009.04.28 교육복지실, 보육교실 개소식
- 2009.11.20 교과부 지정 연구학교 2차년도 운영보고
- 2010.01.20 인천광역시교육청 지정 정책연구학교 선정
- 2010.02.12 제52회 졸업식
- 2010.03.01 31학급 편성(특수2학급 포함)
- 2011.01.20 인천광역시교육청 지정 정책연구학교 선정
- 2011.02.16 제53회 졸업식
- 2011.03.01 제17대 김흥렬 교장 부임
- 2011.03.01 32학급 편성(특수2학급 포함)
- 2011.11.21 2011 학교평가 우수학교 선정
- 2011.12.06 인천광역시교육청 지정 정책연구학교 1차년도 운영보고
- 2012.02.14 제54회 졸업식(졸업생 12,049명 배출)
- 2012.03.01 31학급 편성(특수2학급 포함)
- 2012.10.05 2012 학교평가 최우수학교 선정
- 2012.12.06 인천광역시교육청지정 정책연구학교 2차년도 운영보고
- 2013.02.05 교과부요청 인천광역시교육청지정 스마트 교육 정책추진학교 선정
- 2013.02.15 제55회 졸업식(졸업생 12,189명 배출)
- 2013.03.01 31학급 편성(특수2학급 포함)
- 2013.11.14 스마트교육정책추진학교 중간보고회
- 2014.02.14 제56회 졸업식(졸업생 12,313명 배출)
- 2014.03.01 32학급 편성(특수1학급 포함)
- 2015.03.01 제18대 박숭란 교장 부임